# Marele Premiu al statului San Marino
Marele Premiu al statului San Marino (în italiană Gran Premio di San Marino) a fost o cursă de Formula 1 care a avut loc pe Autodromo Internazionale Enzo e Dino Ferrari din orașul Imola, lângă munții Apenini din Italia, între 1981 și 2006. A fost numit după statul San Marino din apropiere, deoarece a existat deja un Mare Premiu al Italiei care a avut loc la Monza. În 1980, când Monza era în curs de renovare, pista de la Imola a fost folosită pentru cel de-al 51-lea Mare Premiu al Italiei.

## Istoric

### Origini
Zona din jurul Imolei găzduiește mai mulți producători de mașini de curse – și anume Ferrari, Lamborghini, Maserati, Minardi (mai târziu Toro Rosso și acum AlphaTauri), Dallara și Stanguellini. În urma celui de-al Doilea Război Mondial, orașul a lansat un program pentru a încerca să îmbunătățească economia locală. Patru pasionați de curse auto locale au propus construirea unui nou drum care să lege drumurile publice existente, care a fost folosit de producătorii auto locali pentru a-și testa prototipurile. Construcția a început în martie 1950. Primul test a avut loc doi ani mai târziu, când Enzo Ferrari a trimis o mașină pe pistă, iar Alberto Ascari a făcut câteva tururi demonstrative.
În aprilie 1953 au avut loc primele curse de motociclete la Imola, iar prima cursă de mașini a avut loc în iunie 1954. În aprilie 1963, prima cursă cu mașini de Formula 1 a avut loc la Imola, ca eveniment non-campionat, câștigată de Jim Clark pentru Lotus. Un alt eveniment non-campionat a avut loc la Imola în 1979, care a fost câștigat de Niki Lauda pentru Brabham-Alfa Romeo.
În 1980, Marele Premiu al Italiei s-a mutat de pe circuitul de mare viteză Monza la Imola (cunoscut mai târziu sub numele de Autodromo Dino Ferrari), ca urmare directă a multiplului accident de la startul cursei din 1978, care i-a luat viața popularului pilot suedez Ronnie Peterson. A fost câștigat de Nelson Piquet pentru Brabham-Ford. În anul următor, Marele Premiu al Italiei a revenit la Monza. Acest lucru i-a lăsat pe proprietarii circuitului de la Imola fără un Mare Premiu. Cu toate acestea, ei erau dornici să rămână în calendar și, existând deja un Mare Premiu al Italiei, au cerut Clubul de Automobilism din San Marino, autoritatea de sporturi cu motor din apropierea Republicii San Marino, să aplice pentru propriul Mare Premiu. Aplicația lor a avut succes și astfel a luat naștere Marele Premiu al statului San Marino.

### Imola (1981–2006)

#### 1981–1993
Evenimentul din 1981 l-a văzut pe canadianul Gilles Villeneuve calificându-se în pole position la volanul unui Ferrari. A condus cursa în primele 19 tururi până când a ajuns la boxe pentru anvelope proaspete. Coechipierul său Didier Pironi a moștenit conducerea, dar a fost prins în cele din urmă de Nelson Piquet, care în cele din urmă a câștigat cursa, Riccardo Patrese luând locul al doilea și Carlos Reutemann locul al treilea. 1982 a fost o altă cursă memorabilă; a fost boicotată de majoritatea echipelor FOCA și a reprezentat un punct de cotitură în istoria Formulei 1. Au concurat doar 14 mașini, iar după ce Renault-urile lui Alain Prost și René Arnoux s-au retras, Ferrari nu a avut concurență și a terminat primul și al doilea. Cu toate acestea, triumful Ferrari nu a fost atât de clar. Coechipierii Villeneuve și Pironi s-au luptat aprig pe pistă, dar în timp ce Michele Alboreto de la Tyrrell, de pe locul trei, era cu mult în urmă, Ferrari le-a ordonat piloților săi să încetinească pentru a minimiza riscul defecțiunilor mecanice sau rămânerea fără combustibil. Villeneuve credea că acest ordin însemna, de asemenea, că mașinile trebuie să își mențină poziția pe pistă. Cu toate acestea, Pironi a crezut că mașinile sunt libere să concureze și a trecut de Villeneuve. Villeneuve a crezut că Pironi pur și simplu încerca să aprindă o cursă de altfel plictisitoare și și-a redepășit în mod corespunzător coechipierul, presupunând că apoi va păstra poziția de lider pentru restul cursei. Astfel, Villeneuve nu a reușit să-și protejeze linia interioară care la intrare în virajul Tosa în ultimul tur, iar Pironi l-a depășit pentru a lua victoria. Villeneuve a fost furios de ceea ce a văzut ca fiind trădarea din partea lui Pironi, deși părerile din interiorul echipei Ferrari erau împărțite cu privire la adevăratul sens al ordinului de a încetini. Expresia lui Villeneuve era îmbufnată pe podium, înfuriat de acțiunile lui Pironi. El a fost citat ulterior spunând: „Nu voi mai vorbi cu Pironi niciodată în viața mea”. Ele s-au dovedit a fi cuvinte profetice, deoarece el încă nu se înțelegea cu coechipierul său atunci când a murit în timpul calificărilor pentru Marele Premiu al Belgiei două săptămâni mai târziu.
În 1983, Ferrari a câștigat din nou, Patrick Tambay luând primul loc și Riccardo Patrese izbindu-și Brabham-ul puternic în virajul Acquaminerale în timp ce se lupta cu Tambay pentru conducere. În 1984, Prost a câștigat cu McLaren, iar 1985 a fost încă o cursă interesantă. Brazilianul Ayrton Senna a condus o mare parte a cursei; dar pilotul Ferrari, Stefan Johansson, a început de pe locul 15 și a câștigat rapid locuri doar în a doua sa cursă pentru echipa de la Maranello; a trecut de Senna la sfârșitul turului 61 și a preluat conducerea. Din păcate, Johansson a avut o problemă cu combustibilul și s-a retras din cursă; mulți alții au început ulterior să rămână fără combustibil și Prost a terminat pe primul loc, pentru a fi descalificat și el mai târziu, când mașina lui a fost cântărită ca cu 2 kg subgreutate; victoria a fost apoi înmânată italianului Elio de Angelis, de pe locul 2. În 1986, Prost a câștigat din nou într-o cursă marcată de probleme cu combustibilul. 1987 l-a văzut pe Senna luând pole position cu puțin peste britanicul Nigel Mansell; coechipierul său Nelson Piquet a avut un accident grav în virajul Tamburello și, deși a suferit doar răni minore, el nu a participat la cursă din cauza doctorului FIA, Sid Watkins, care l-a declarat pe brazilian inapt pentru cursă. 1988 a văzut duo-ul McLaren format din Prost și Senna dominând total; amândoi au fost cu trei secunde mai rapizi în calificări decât următorul cel mai rapid calificat, Piquet într-un Lotus.

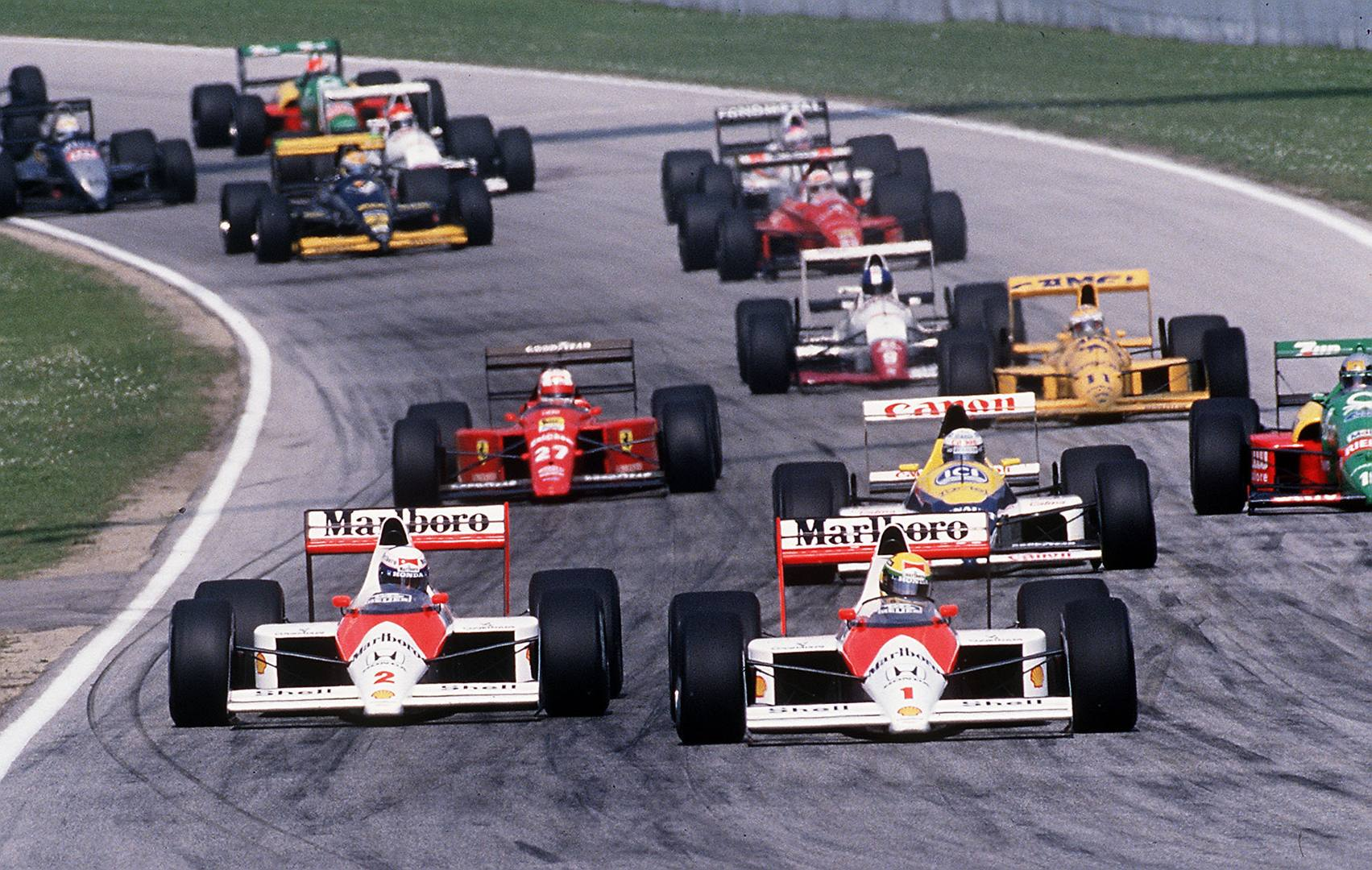
Startul cursei din 1989

În 1989, circuitul a fost redenumit Autodromo Enzo e Dino Ferrari pentru a onora memoria lui Enzo Ferrari, care murise cu un an înainte. A fost un alt eveniment notabil care l-a văzut pe austriacul Gerhard Berger izbindu-se puternic în timp ce mergea direct în virajul Tamburello; a devenit inconștient în urma accidentului iar mașina, după ce s-a oprit și a fost îmbibată cu combustibil, a izbucnit în flăcări. Austriacul a supraviețuit acestui accident și a suferit doar arsuri la mâini și a ratat următoarea cursă, Marele Premiu al Principatului Monaco. Cursa a fost semnalată cu steagul roșu și reluată, generând una dintre cele mai faimoase și acrimonioase rivalități din istoria sportului. Coechipierii McLaren, Prost și Senna, au ajuns la un acord că oricine ajunge primul în virajul lent și lung de la Tosa va rămâne în față. Dar pe măsură ce cei doi coechipieri au început, Prost a avut un start mai bun și a condus intrarea în Tamburello. Cu toate acestea, Senna a ajuns roată la roată în dreapta lui Prost în virajul Villeneuve și l-a întrecut pe francez în Tosa. Prost era furios, deoarece a văzut asta ca pe un acord încălcat. L-a urmat îndeaproape pe acesta și a încercat să-l depășească pe Senna de multe ori, ieșind în deocor în cele din urmă la șicana Variante Bassa. Senna a câștigat cursa, Prost a terminat pe locul al doilea.
În 1990, Senna a suferit o pană în turul al treilea; lăsându-i pe Nigel Mansell și Berger să se lupte aprig pentru conducerea cursei. Mansell a făcut o învârtire completă de 360 de grade pe linia dreaptă dintre Tamburello și Villeneuve, după ce Berger l-a forțat pe englez să treacă pe iarbă; Mansell a ținut Ferrari-ul pe pistă; dar din cauza acestei învârtiri a intrat iarbă în motorul V12 și a eșuat la scurt timp după. Riccardo Patrese a câștigat cursa într-un Williams, urmat de Berger, care și-a deteriorat cauciucurile și nu l-a putut împiedica pe Patrese să-l depășească. Anul 1991 a fost un eveniment plin de ploaie, iar Prost s-a învârtit pe iarba de la Rivazza în turul de formare, calându-și motorul. Gerhard Berger a făcut același lucru, dar și-a păstrat McLaren-ul pornit; McLaren a terminat pe primele două locuri, cu Senna în fața lui Berger, iar finlandezii JJ Lehto terminând pe podium și Mika Häkkinen terminând pe locul cinci. În 1992, perechea Williams formată din Nigel Mansell și Patrese a dominat, iar în 1993 Prost a câștigat, acum conducând un Williams.

#### 1994
Evenimentul din 1994 este considerat a fi cel mai negru weekend din istoria sportului de la Marele Premiu al Belgiei din 1960 încoace și urma să marcheze o serie de evoluții pentru a face sportul mai sigur. Acesta a fost afectat de mai multe accidente și doi piloți decedați în weekend. Vineri, în timpul antrenamentelor, pilotul Jordan, Rubens Barrichello, a suferit o comoție gravă în urma unei coliziuni la șicana Variante Bassa în care a decelerat violent, a ieșit de pe bordura înclinată, ajungând în gardul care proteja mulțimea. Tânărul brazilian a rămas fără cunoștință pentru câteva minute. A doua zi, în calificări, pilotul Simtek, Roland Ratzenberger, a suferit un accident în virajul Villeneuve după ce aripa sa din față, pe care a avariat-o în primul său tur de calificare, s-a rupt și Ratzenberger, incapabil să conducă mașina în viraj, s-a izbit aproape frontal într-un zid de sprijin aproape de pistă la aproape 315 km/h, suferind o fractură a bazei craniului și a decedat. În ziua cursei, pilotul Benetton, JJ Lehto, și pilotul Lotus, Pedro Lamy, s-au ciocnit la start, resturile zburând peste garduri rănind opt spectatori. În turul 7, pilotul Williams, Ayrton Senna, după o posibilă problemă mecanică la mașina sa, a ieșit în decor la virajul Tamburello de mare viteză. Senna a ieșit prima dată de pe pistă cu 325 km/h, trecând în treaptă inferioară de două ori la 225 km/h înainte de a se ciocni cu peretele. O bucată de suspensie și roata din față-dreapta s-au desprins, ambele obiecte au lovit și au străpuns casca lui Senna la viteze extrem de mari și au cauzat răni critice la cap; după cum s-a constatat ulterior, Senna a fost ucis pe loc. Mai târziu, în cursă, o roată de la mașina Minardi a lui Michele Alboreto s-a desprins în timp ce acesta ieșea de pe linia boxelor; a lovit și a rănit 4 mecanici de la Ferrari și Lotus. Germanul Michael Schumacher a câștigat cursa, înlocuitorul temporar de la Ferrari, Nicola Larini, terminând pe locul al doilea, dar nimeni nu a sărbătorit deloc întrucât toată a aflat de moartea lui Senna. După aceste evenimente tragice, virajul stânga de mare viteză Tamburello a fost schimbat într-o șicană și o curbă la dreapta cunoscută sub numele de curba Villeneuve. Aceste modificări i-au forțat pe piloți să încetinească, și prin urmare au făcut pista mult mai sigură.
Reacția la aceste tragedii față de sportul în sine a fost uluitoare. Nu numai că doi piloți au fost uciși, unul fiind un triplu campion mondial, dar acestea au fost primele victime în opt ani și primele într-un singur weekend în doisprezece ani. Decesele până la sfârșitul sezonului 1982 au fost obișnuite; 1 sau 2 piloți fuseseră uciși în fiecare sezon. Materiale mult mai puternice și mai eficiente (cum ar fi fibra de carbon) în construcția mașinilor și o creștere a siguranței pistelor și a pilotului de-a lungul anilor au însemnat că decesele au devenit considerabil mai puțin frecvente. Rănile ușoare au fost de obicei cele mai grave pe care le putea suferi un pilot chiar și în cazul accidentelor mari, cum ar fi accidentul lui Nelson Piquet în 1987 și cel al lui Gerhard Berger în 1989. Dar, după acest eveniment dezastruos din 1994, multe circuite au fost modificate temporar în timpul sezonului pentru a le scade viteza, în special faimosul viraj Eau Rouge de pe circuitul Spa-Francorchamps din Belgia, care a fost transformat într-o șicană temporară. Reglementările pentru designul mașinilor au fost schimbate pe tot parcursul sezonului, iar pentru sezonul următor urmau să urmeze o serie de modificări.

#### 1995–2006

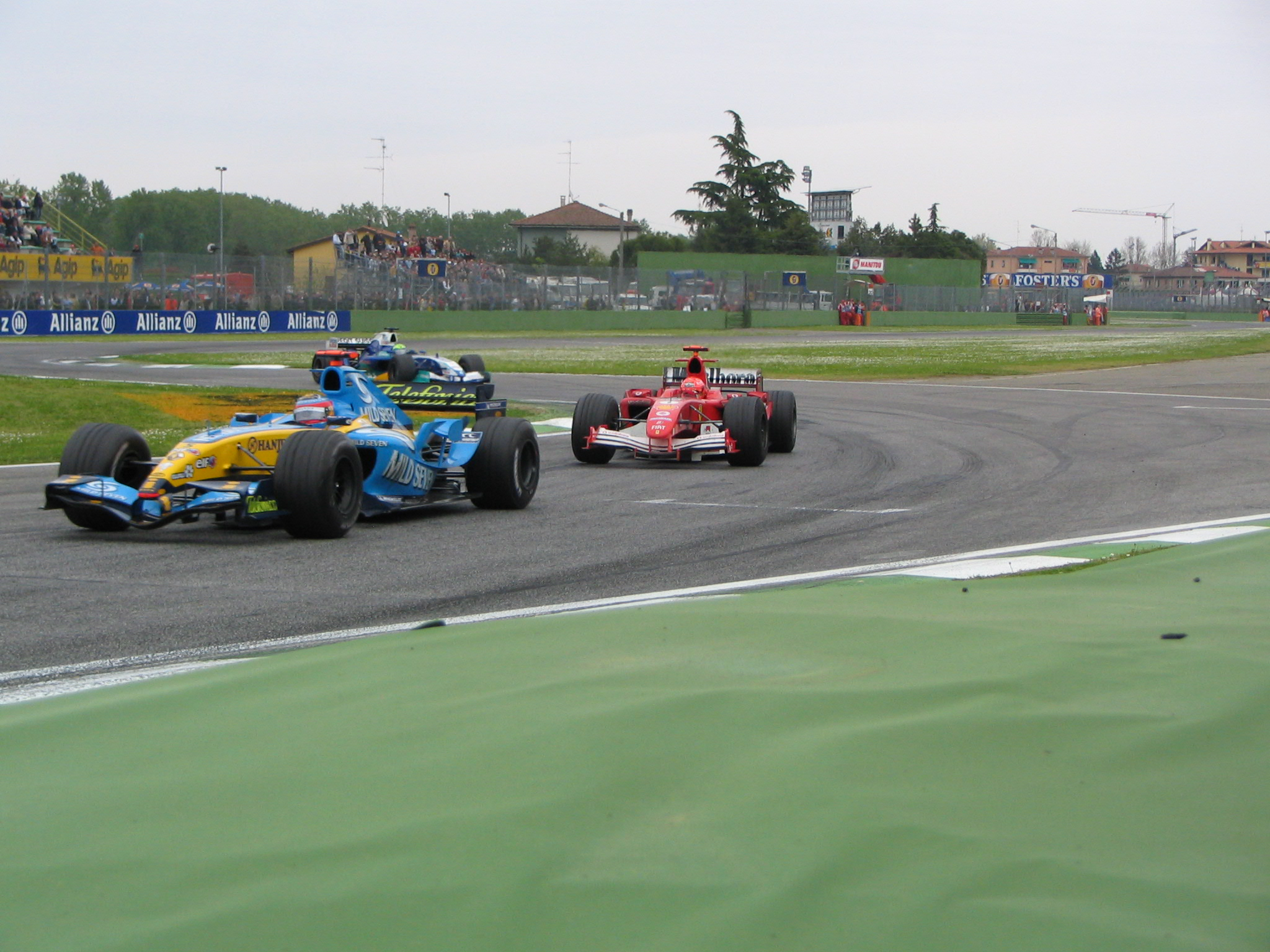
Cursa din 2005 a avut parte de un duel intens între Fernando Alonso și Michael Schumacher.

Pentru 1995, virajele Tamburello și Villeneuve - care au suferit o serie de accidente majore de-a lungul anilor - au fost modificate de la viraje în mare viteză în curbe mai lente, iar Variante Bassa a fost îndreptată. În acel an și în următorul, Damon Hill a câștigat, iar 1998 l-a văzut pe britanicul David Coulthard cu o victorie marginală în timp ce motorul său Mercedes se defecta. Din 1999 până în 2004, Michael Schumacher a acumulat o serie de victorii, cu excepția anului 2001, care a fost câștigat de fratele său Ralf. În 2004, pilotul BAR Jenson Button a luat un pole position surpriză în fața perechii dominante Ferrari formată din Schumacher și Barrichello: Button a terminat pe locul al doilea în cursă în spatele lui Schumacher, care a câștigat 13 curse în acel an. Cursa din 2005 a fost câștigată de spaniolul Fernando Alonso; iar în 2006 Schumacher a câștigat pentru a șaptea oară, în timp ce pilotul japonez Yuji Ide a provocat un accident, care a răsturnat mașina neerlandezului Christijan Albers, ceea ce l-a costat superlicența FIA.
Pe 29 august 2006 a fost anunțat că Marele Premiu va fi eliminat din calendarul sezonului 2007 pentru a face loc pentru Marele Premiu al Belgiei. Nu a mai apărut de atunci.
Spre deosebire de cursele de motociclete, unde au existat piloți din San Marino, precum Manuel Poggiali și Alex De Angelis, niciun pilot din San Marino nu a concurat vreodată în Marele Premiu. Italienii Elio de Angelis și Riccardo Patrese au câștigat în 1985, respectiv 1990. Michael Schumacher a câștigat cursa de șapte ori, iar Ayrton Senna și Alain Prost au câștigat-o de trei ori. Williams și Ferrari au câștigat ambele de opt ori, iar McLaren de șase ori.
Imola va reveni în calendarul curselor de F1 în 2020 și ulterior sub numele de Marele Premiu al Emiliei-Romagna, în loc să fie numit după San Marino.

## Edițiile Marelui Premiu al statului San Marino
Toate edițiile au avut loc la Imola.
| An     | Pole position      | Cel mai rapid tur     | Pilotul câștigător    | Constructorul câștigător |
| ------ | ------------------ | --------------------- | --------------------- | ------------------------ |
| 1981   | Gilles Villeneuve  | Gilles Villeneuve     | Nelson Piquet         | Brabham-Ford             |
| 1982   | René Arnoux        | Didier Pironi         | Didier Pironi         | Ferrari                  |
| 1983   | René Arnoux        | Riccardo Patrese      | Patrick Tambay        | Ferrari                  |
| 1984   | Nelson Piquet      | Nelson Piquet         | Alain Prost           | McLaren-TAG              |
| 1985   | Ayrton Senna       | Michele Alboreto      | Elio de Angelis       | Lotus-Renault            |
| 1986   | Ayrton Senna       | Nelson Piquet         | Alain Prost           | McLaren-TAG              |
| 1987   | Ayrton Senna       | Teo Fabi              | Nigel Mansell         | Williams-Honda           |
| 1988   | Ayrton Senna       | Alain Prost           | Ayrton Senna          | McLaren-Honda            |
| 1989   | Ayrton Senna       | Alain Prost           | Ayrton Senna          | McLaren-Honda            |
| 1990   | Ayrton Senna       | Alessandro Nannini    | Riccardo Patrese      | Williams-Renault         |
| 1991   | Ayrton Senna       | Gerhard Berger        | Ayrton Senna          | McLaren-Honda            |
| 1992   | Nigel Mansell      | Riccardo Patrese      | Nigel Mansell         | Williams-Renault         |
| 1993   | Alain Prost        | Alain Prost           | Alain Prost           | Williams-Renault         |
| 1994   | Ayrton Senna       | Damon Hill            | Michael Schumacher    | Benetton-Ford            |
| 1995   | Michael Schumacher | Gerhard Berger        | Damon Hill            | Williams-Renault         |
| 1996   | Michael Schumacher | Damon Hill            | Damon Hill            | Williams-Renault         |
| 1997   | Jacques Villeneuve | Heinz-Harald Frentzen | Heinz-Harald Frentzen | Williams-Renault         |
| 1998   | David Coulthard    | Michael Schumacher    | David Coulthard       | McLaren-Mercedes         |
| 1999   | Mika Häkkinen      | Michael Schumacher    | Michael Schumacher    | Ferrari                  |
| 2000   | Mika Häkkinen      | Mika Häkkinen         | Michael Schumacher    | Ferrari                  |
| 2001   | David Coulthard    | Ralf Schumacher       | Ralf Schumacher       | Williams-BMW             |
| 2002   | Michael Schumacher | Rubens Barrichello    | Michael Schumacher    | Ferrari                  |
| 2003   | Michael Schumacher | Michael Schumacher    | Michael Schumacher    | Ferrari                  |
| 2004   | Jenson Button      | Michael Schumacher    | Michael Schumacher    | Ferrari                  |
| 2005   | Kimi Räikkönen     | Michael Schumacher    | Fernando Alonso       | Renault                  |
| 2006   | Michael Schumacher | Fernando Alonso       | Michael Schumacher    | Ferrari                  |
| Sursa: |                    |                       |                       |                          |

### Statistici
Doi piloți au obținut cel puțin câte un hat-trick (pole position, cel mai rapid tur și victorie într-o cursă): Alain Prost în 1993 și Michael Schumacher în 2003.

#### Multipli câștigători
| Victorii | Pilot              | Ani                                      |
| -------- | ------------------ | ---------------------------------------- |
| 7        | Michael Schumacher | 1994, 1999, 2000, 2002, 2003, 2004, 2006 |
| 3        | Ayrton Senna       | 1988, 1989, 1991                         |
| 3        | Alain Prost        | 1984, 1986, 1993                         |
| 2        | Nigel Mansell      | 1987, 1992                               |
| 2        | Damon Hill         | 1995, 1996                               |
| Sursa:   |                    |                                          |

| Victorii | Constructor | Ani                                            | Ani |
| -------- | ----------- | ---------------------------------------------- | --- |
| 8        | Williams    | 1987, 1990, 1992, 1993, 1995, 1996, 1997, 2001 |     |
| 8        | Ferrari     | 1982, 1983, 1999, 2000, 2002, 2003, 2004, 2006 |     |
| 6        | McLaren     | 1984, 1986, 1988, 1989, 1991, 1998             |     |
| Sursa:   |             |                                                |     |

#### Multipli deținători depole position
| Pole-uri | Pilot              | Ani                                            |
| -------- | ------------------ | ---------------------------------------------- |
| 8        | Ayrton Senna       | 1985, 1986, 1987, 1988, 1989, 1990, 1991, 1994 |
| 5        | Michael Schumacher | 1995, 1996, 2002, 2003, 2006                   |
| 2        | Mika Häkkinen      | 1999, 2000                                     |
| 2        | René Arnoux        | 1982, 1983                                     |
| 2        | David Coulthard    | 1998, 2001                                     |

#### Multipli deținători de cel mai rapid tur
| CMRT | Pilot              | Ani                          |
| ---- | ------------------ | ---------------------------- |
| 5    | Michael Schumacher | 1998, 1999, 2003, 2004, 2005 |
| 3    | Alain Prost        | 1988, 1989, 1993             |
| 2    | Nelson Piquet      | 1984, 1986                   |
| 2    | Riccardo Patrese   | 1983, 1992                   |
| 2    | Gerhard Berger     | 1991, 1995                   |
| 2    | Damon Hill         | 1994, 1996                   |

## Decese în timpul Marelui Premiu al statului San Marino
- Roland Ratzenberger a murit într-un accident în virajul Villeneuve în timpul calificărilor pentru Marele Premiu din 1994, pe 30 aprilie 1994.
- De trei ori câștigător la Imola, Ayrton Senna a murit într-un accident în virajul Tamburello în timp ce era la conducerea cursei pe 1 mai 1994.